# Chalet d'Agneux
Le chalet d'Agneux est une chalet dans la commune de Rully dans le département français de Saône-et-Loire et la région Bourgogne-Franche-Comté.

## Historique
Il fait l'objet d'une inscription au titre des monuments historiques depuis le 12 janvier 2001.